# Stephen Owen (sinologue)
Stephen Owen (né le 30 octobre 1946) est un sinologue américain spécialisé dans la littérature chinoise, en particulier la poésie de la dynastie Tang et la poétique comparative. Il a enseigné la littérature chinoise et la littérature comparative à l'Université Harvard et est professeur émérite à l'Université James Bryant Conant ; devenant émérite avant d'être l'un des 25 professeurs de l'Université Harvard. Il est membre de l'Académie américaine des arts et des sciences et de l'American Philosophical Society.
Owen est diplômé à l'Université de Yale en 1968 et poursuit ses études à Yale en tant qu'étudiant diplômé, obtenant son doctorat en 1972 sous la direction de Hans Fränkel. Il a enseigné à Yale de 1972 à 1982, puis à Harvard. Il a été boursier Fulbright et titulaire d'une bourse Guggenheim, parmi de nombreux autres prix et distinctions. En 2015, il a achevé une traduction annotée en six volumes des poèmes complets de Du Fu. Il a reçu conjointement le prix Tang de sinologie 2018 avec Yoshinobu Shiba.

## Carrière universitaire
Owen a écrit et édité des dizaines de livres, articles et anthologies dans le domaine de la littérature chinoise, en particulier de la poésie chinoise. Le Harvard Magazine a rapporté en 1998 que ses collègues voient Owen comme « un esprit libre, plein d'entrain et très imaginatif », le comparant au calligraphe chinois du VIIIe siècle Huaisu et au plus grand poète de la dynastie Tang, « Li Bai, libre de toute entrave et défiant les conventions... ».
James JY Liu a fait remarquer que La Poésie de Meng Chiao et Han Yü « représente une réalisation remarquable, surtout pour un premier livre ». Un critique de China Review International a écrit « Lire The Making of Early Chinese Classical Poetry de Stephen Owen m'a choqué, à l'image d'un changement sismique dans les paradigmes. » 

## Publications sélectionnées
- La poésie de Meng Chiao et Han Yü. New Haven : Yale University Press, 1975. (ISBN 0300018223) .
- La poésie des premiers T'ang. New Haven : Yale University Press, 1977. (ISBN 0300021038).
  - Édition révisée, Quirin Press 2012, (ISBN 978-1-922169-02-0) .
- Le grand âge de la poésie chinoise : Le Haut Tang. New Haven : Yale University Press, 1981. (ISBN 0300023677).
  - Édition révisée, Quirin Press 2013, (ISBN 978-1-922169-06-8) .
- Poésie et poétique traditionnelles chinoises : présage du monde. Madison, Wisconsin : University of Wisconsin Press, 1985. (ISBN 0299094200).
- Souvenirs : l'expérience du passé dans la littérature classique chinoise. Cambridge, Massachusetts : Harvard University Press, 1986. (ISBN 0674760158) (papier alc.).
- Mi-Lou : Poésie et labyrinthe du désir. Cambridge, Massachusetts : Harvard University Press, Harvard Studies in Comparative Literature, 1989. (ISBN 0674572750) (papier alc.).
- Lectures dans la pensée littéraire chinoise. Cambridge, Massachusetts : Conseil des études sur l'Asie de l'Est, distribué par Harvard University Press, série de monographies du Harvard-Yenching Institute, 1992. (ISBN 0674749200).
- Une anthologie de la littérature chinoise : des débuts à 1911. New York : WW Norton, 1er, 1996. (ISBN 0393038238).
- La fin du « Moyen Âge » chinois : essais sur la culture littéraire Mid-Tang. Stanford : Stanford University Press, 1996. (ISBN 0804726663) (papier alc.) (ISBN 0804726671) (pbk. alc. papier).
- La fin des Tang : poésie chinoise du milieu du neuvième siècle (827-860). Cambridge, Massachusetts : Centre asiatique de l'Université Harvard : Distribué par Harvard University Press, Harvard East Asian Monographs, 2006. (ISBN 0674021371).
- La création de la poésie classique chinoise ancienne. Cambridge, Massachusetts : publié par le Harvard University Asia Center : distribué par Harvard University Press, Harvard East Asian Monographs, 2006. (ISBN 0674021363).
- Kang-i Sun Chang et Stephen Owen, éd. L'histoire de Cambridge de la littérature chinoise Cambridge University Press, 2010.